# Coix
Coix (tên thông thường nga, bo bo, ý dĩ, cườm gạo) là một chi thực vật có hoa trong họ Hòa thảo (Poaceae).

## Loài
Chi Coix gồm 4 loài:
- Coix aquatica (đồng nghĩa: Coix gigantea): Nga, nga núi
- Coix gasteenii
- Coix lacryma-jobi
  - Coix lacryma-jobi var. lacryma-jobi: Cườm gạo, bo bo, ý dĩ nhọn.
  - Coix lacryma-jobi var. ma-yuen (đồng nghĩa: Coix chinensis, Coix ma-yuen): Bo bo nếp, ý dĩ.
  - Coix lacryma-jobi var. stenocarpa: Bo bo tẻ.
- Coix puellarum: Bo bo cườm.